# Zygia cataractae
Zygia cataractae là một loài thực vật có hoa trong họ Đậu. Loài này được (Kunth) L.Rico miêu tả khoa học đầu tiên.